# Palazzo Tigani
Il palazzo Tigani-Regitano era un palazzo storico di Polistena, costruito dopo il terremoto del 1783.

## Storia
Nel 1783 Polistena, insieme a gran parte dei centri della Calabria meridionale, venne quasi totalmente distrutta dal terremoto del 5 febbraio.
Dopo il sisma, la città venne completamente ricostruita su progetto dell'architetto napoletano Pompeo Schiantarelli, realizzando un impianto urbanistico costituito in parte da case unifamiliari a schiera ed in parte dai palazzotti con corte interna destinati all'alta borghesia. La famiglia dei Milano decisero di ricostruire la città sulla collina antistante al luogo in cui si ergeva l'antica Polistena. Fu, in questa zona denominata Evoli, che vennero ricostruiti i primi edifici come per esempio la chiesa matrice, il palazzo dei Milano e il palazzo Sigillò.
Il palazzo viene costruito dopo il terremoto del 1783 da don Francesco Tigani Giudice del circondario di Galatro e vice Marchese (governatore) di Anoia, coniugato con la sig. Caterina Regitano. Nel passato nell’edificio scaturirono numerose iniziative sia amministrative che culturali. Il Tigani nel 1779,  era governatore delle terre di Anoia. La famiglia Regitano costruisce a Mammola la chiesa di San Giuseppe fondata nel 1730. Nel 1832 il figlio di don Francesco, il Dottor Fisico don Giovanni sposa donna Francesca Guerrisi nipote del Dottore Domenico Guerrisi e Donna Rosa Lombardi, il matrimonio viene celebrato nella chiesa di Santa Marina Vergine di Polistena, dall’Arciprete Michelangelo Guerrisi.
Il palazzo viene abbattuto negli anni ottanta del novecento, perché pericolante e a rischio di crollo, le mura perimetrali del piano terra sono state conservate, con dovuti rinforzi, poiché contiene in esso lo splendido portale, che con buon senso è stato risparmiato. Un tempo presso il palazzo sito in Largo dei fiori o Piazzetta di Tigani, i fratelli Francesco e Michele Tigani (1833-1873) entrambi sacerdoti,  fondarono una scuola superiore. Michele fu amministratore pubblico, poeta e patriota, fu anche sindaco di Polistena dal 1865-1866. Nel 1906 il nome della via Piazzetta Tigani diventa ”Piazza Fratelli Tigani”, il Podestà Edoardo Sigillò su progetto dell’architetto il sig. Giuseppe Prenestino, abbellisce ”Piazza Tigani” e il giardino di ”Piazza Tigani” .